# Гробница праматерей
Гробница праматерей (ивр. קבר האמהות‎, Kever ha’Imahot) — гробница, находящаяся в Тверии и считающаяся в иудейской традиции местом погребения некоторых библейских женщин:
- Зелфы, служанки Лии.
- Валлы, служанки Рахили.
- Иохаведы, матери Моисея, Аарона и Мириам.
- Сепфоры, жены Моисея.
- Елисаветы, жены Аарона.
- Авигеи, одной из жён царя Давида.

Представляет собой сооружение из мрамора, находящееся рядом с современными жилыми кварталами, и окруженное каменной стеной.